# Dan Ige
Dan Ige (født 6. august 1991 Haleiwa, Hawaii i USA) er en amerikansk MMA-udøver, der konkurrerer i UFC's Featherweight-division. Han har været professionel, siden 2014 og har også konkurreret i Legacy Fighting Championship, Pancrase, RFA, og Titan FC. Han er i marts, 2020, placeret som nummer 15 på UFC Featerweight-rangliste placering.

## MM-karriere
Ige startede sin karriere ud med 10 amatør kampe. Han opbyggede en rekordliste på 8-2 før han blev professionel Han startede sin professionelle karriere med en 2-1-recordliste. Han fik derefter 6 sejre i træk, heriblandt på herunder en sejr på Dana White's Tuesday Night Contender Series.

### Ultimate Fighting Championship
Ige skrev kontrakt med UFC efter at have vundet på D Dana Whites Tuesday Night Contender Series. Han skulle have mødt Charles Rosa i sin debut på UFC 220. Men Rosa trak sig ud af kampen på grund af en skade. Ige forblev på kortet, og mødte Julio Arce. Han tabte kampen via dommerafgørelse.
Ige mødte Mike Santiago den 9 juni 2018 på UFC 225. Han vandt kampen via TKO i første runde.
Ige står mødte Jordan Griffin den 15, december, 2018 på UFC on Fox 31. Han vandt kampen via enstemmig afgørelse.
Ige mødte Danny Henry 16. marts, 2019 på UFC Fight Night 147. Han vandt kampen via rear-naked choke submission i første runde. Sejren tildelte ligeledes Ige hans første Performance of the Night bonuspris.
Ige mødte Kevin Aguilar den 22. juni, 2019 på UFC on ESPN+ 12 Han vandt kampen via enstemmig afgørelse.
Ige mødte Mirsad Bektić 8. februar, 2020 ved UFC 247. Han vandt kampen via delt afgørelse.
Ige mødte Edson Barboza på 16. maj, 2020 på UFC on ESPN: Overeem vs. Harris. Han vandt en lige kamp via delt afgørelse. 16 ud af 18 MMA medier scorede kampen til fordel for Barboza.

## Mesterskaber og resultater

### Mixed martial arts
- Ultimate Fighting Championship
  - Performance of the Night (1 gang) vs. Danny Henry [13]